# Dalla Terra alla Luna (film 1958)
Dalla Terra alla Luna (From the Earth to the Moon) è un film di fantascienza del 1958, diretto da Byron Haskin. È una trasposizione cinematografica del romanzo Dalla Terra alla Luna (De la Terre à la Lune, trajet direct en 97 heures 20 minutes) del 1865 di Jules Verne.